# Viveca Jedholm
Viveca Birgitta Jedholm, född 2 september 1974 i Sollentuna, är en svensk skådespelare. Jedholm studerade vid Teaterhögskolan i Stockholm 2000–2004. Hon har därefter varit engagerad vid Riksteatern.

## Filmografi
- 1995 – Dödsdansen
- 2003 – Paragraf 9 (TV-serie)
- 2006 – Beck – Flickan i jordkällaren

## Teater

### Roller
| År   | Roll                      | Produktion                             | Regi             | Teater   |
| ---- | ------------------------- | -------------------------------------- | ---------------- | -------- |
| 1999 | En borgarfru Bagare Nunna | Cyrano de Bergerac Edmond Rostand      | Ronny Danielsson | Dramaten |
| 2004 | Josefin                   | Utanför mitt fönster Mattias Andersson | Birgitta Englin  | Dramaten |